# 埃倫 (印第安納州)
埃倫（英語：Elwren）是位於美國印地安納州門羅縣的一個非建制地區。該地的面積和人口皆未知。